# Triatlon la Jocurile Olimpice de vară din 2024
Probele sportive de triatlon la Jocurile Olimpice de vară din 2024 s-au desfășurat la Paris, Franța în perioada 31 iulie-5 august 2024 la Pont d'Iéna. 55 de atleți au concurat în fiecare din probele masculine și feminine.

## Format
Proba de triatlon include 3 componente: înot pe o porțiune de 1,5 kilometri, ciclism pe o porțiune de 40 de kilometri și alergare pe o porțiune de 10 kilometri. Competițiile vor avea loc într-o singură etapă între toți competitorii.
Competiția mixtă pe echipe include echipe formate din patru atleți (doi bărbați și două femei). Fiecare sportiv efectuează un triatlon de 300 m înot, 8 km ciclism și un traseu de 2 km de alergare într-un format de ștafetă.

## Program
Toate orele sunt orele Franței. 
| Probă             | Dată     | Ora start |
| ----------------- | -------- | --------- |
| Triatlon feminin  | 31 iulie | 08:00     |
| Triatlon masculin | 31 iulie | 10:45     |
| Ștafetă mixt      | 5 august | 08:00     |

Proba de individual masculin a fost programată inițial pentru 30 iulie 2024, dar a fost amânată din cauza faptului că calitatea apei din Sena a fost prea proastă.

## Medaliați
| Probă                | Aur                                                                   | Aur     | Argint                                                                                  | Argint  | Bronz                                                                          | Bronz   |
| Masculin Detalii     | Alex Yee · Marea Britanie (GBR)                                       | 1:43:33 | Hayden Wilde · Noua Zeelandă (NZL)                                                      | 1:43:39 | Léo Bergère · Franța (FRA)                                                     | 1:43:43 |
| Feminin Detalii      | Cassandre Beaugrand · Franța (FRA)                                    | 1:54:55 | Julie Derron · Elveția (SUI)                                                            | 1:55:01 | Beth Potter · Marea Britanie (GBR)                                             | 1:55:10 |
| Ștafetă mixt Detalii | Germania · Tim Hellwig · Lisa Tertsch · Lasse Lührs · Laura Lindemann | 1:25:39 | Statele Unite ale Americii · Seth Rider · Taylor Spivey · Morgan Pearson · Taylor Knibb | 1:25:40 | Marea Britanie · Alex Yee · Georgia Taylor-Brown · Sam Dickinson · Beth Potter | 1:25:40 |